# (1376) Michelle
(1376) Michelle ist ein Asteroid des Hauptgürtels, der am 29. Oktober 1935 vom französischen Astronomen Guy Reiss in Algier entdeckt wurde.
Der Asteroid trägt den Namen der dritten Tochter Louis Boyers, einem Kollegen des Entdeckers.